# Wasserkuppe
Wasserkuppe je s 950,2 m n. m. nejvyšší hora Rhönského pohoří (Rhön) a zároveň nejvyšší hora v Hesensku (Německo). Na této vodonosné hoře, která je celostátně známa jako "kolébka bezmotorového létání", pramení řeka Fulda a dalších 30 potoků. Sám název Wasserkuppe však není odvozen od bohatství vodou, od slova voda, ale od středohornoněmeckého slova "Wass", což znamená pastvina.

## Zeměpisná poloha
Hora leží v zemském kraji Fulda, asi 20 km východně od krajského města, asi 5,3 km severně od Gersfeldu, 4,7 km západojihozápadně od obce Poppenhausen a asi 5 km jižně vzdušnou čarou od Wüstensachsenu. Nachází se v přírodním parku "Hessische Rhön" a zároveň v biosférické rezervaci Rhön.
Na jejím jižním svahu pramení řeka Fulda (levostranný přítok Vezery) a na jihozápadním svahu Lütter (přítok Fuldy). Severní pokračování horského masívu se nazývá Abtsrodaer Kuppe (905 m n. m.), severovýchodní se jmenuje Schafstein (831,8 m) a jihozápadní Pferdskopf (874,9 m).

## Geologie

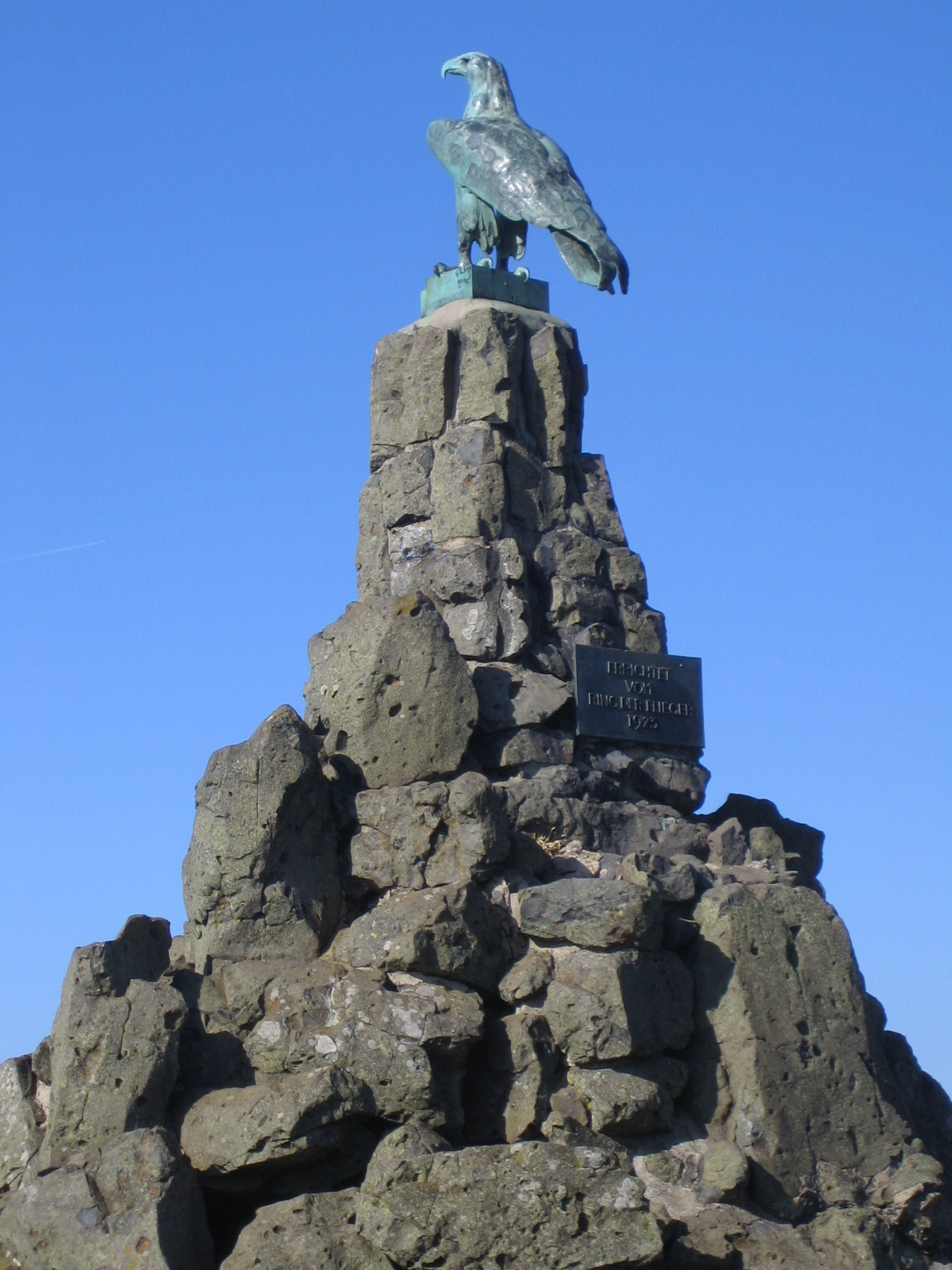
Památka na padlé letce

Masív hory je protkán žilnými vulkanickými horninami (čediče), které pronikají kolmo do vrstev pestrého pískovce (Buntsandstein, stáří spodní trias).

## Historie
Již v dokumentech z 8. století je hora označována jako Wasenkuppe, Asenberg nebo Weideberg, což poukazuje na skutečnost, že louky na svazích byly velmi brzy využívány jako pastviny.
Studenti z Darmstadtu začínali již kolem roku 1910 s letovými zkouškami z vrcholu Wasserkuppe. Využívali pryžové provazy, aby se dostali do vzestupných proudů, proudících po svahu. V roce 1922 dosáhl Arthur Martens letu trvajícího jednu hodinu. Ve stejném roce založil Martensovu leteckou školu. Od konce dvacátých let 20. století začali letci využíval termiické proudění. V roce 1923 byl zřízen pomník, bronzový orel na vulkanickém bazaltovém podstavci, který je památkou na padlé letce v první světové válce a byl zřízen spolkem "Ring der Flieger".
Od roku 1933 zde sídlila společnost Rhön-Rossiten-Gesellschaft - die Deutsche Forschungsanstalt für Segelflug. V době nacismu byla zřízena vojenská letecká škola s většinou stabilními budovami.
Za doby rozděleného Německa používaly budovy a nově vybudovaný radiolokátor americké ozbrojené síly. Radar byl roku 1978 předán Bundeswehru. V roce 1998 byl provoz a vojenské využití hory zastaveno. V druhé polovině 20. století začali horu objevovat turisté.

## Zařízení na Wasserkuppe
Na hoře dodnes existuje velké centrum bezmotorového létání, letové centrum pro závěsné kluzáky, paragliding a snowkiting, muzeum plachtění, hotely a restaurace, tábořiště, prodejny suvenýrů, letní sáňkařská dráha, lyžařský vlek a vzdělávací ústav pro mládež.

## Letectví

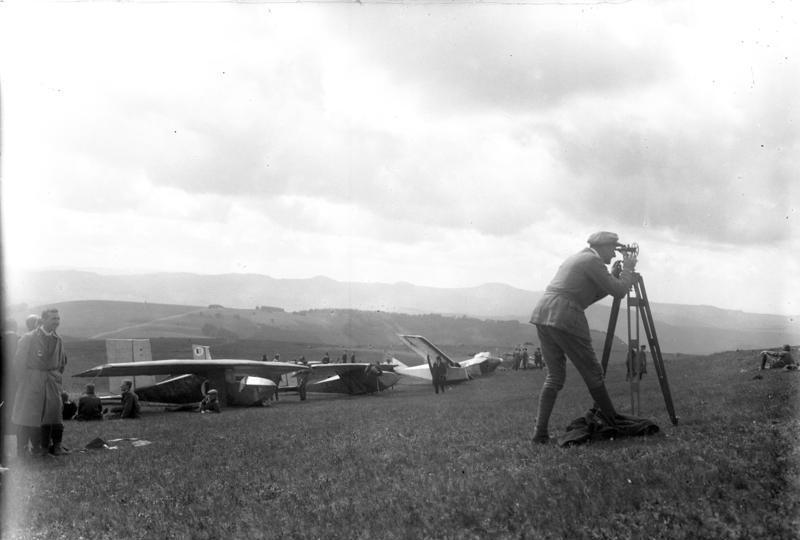
Kluzáky v roce 1932

Centrum pro bezmotorové létání je nejstarší školou tohoto typu na světě, leteckou školu pro rogala, německé muzeum bezmotorového létání a letištní plochu na hoře pro bezmotorová i motorová letadla využívají čtyři místní plachtařské spolky. Zatímco na východní části je letiště s 670 metrů dlouhou asfaltovou dráhou pro motorová letadla, větroně s pomocným motorem a bezmotorová letadla startující ve vleku, v západní části nad silnicí, tzv. "Weltensegleru", je místo startu bezmotorových letadel za pomoci navijáku. Krom toho je zde také oblíbené místo startu pro rogala, dračí křídla a využíváno je i leteckými modeláři, kteří si oblíbili zejména Abtsrodaer Kuppe.
Zcela v souladu s tradicí se tu každoročně pořádají četné plachtařské výstavy a soutěže leteckých modelů.

## Civilní observatoř
Na hoře existuje meteorologická stanice Německé meteorologické služby (DWD), stejně jako budova německé služby zabezpečení leteckého provozu pro civilní vzdušnou dopravu.

## Vojenská využití
V době třetí říše byla Martensova letecká škola převzata říšskou Luftwaffe. Byly zřízeny mimo jiné tři budovy s panteonem, využívané jako kasárna, tyto dnes slouží jako vzdělávací ústavy pro mládež (DJO).
Po skončení druhé světové války a s tím spojeného rozdělení Německa používaly budovy a nově zřízený radiolokátor americké a francouzské vzdušné síly. Vzhledem k poloze hory v bezprostřední blízkosti "železné opony" a zvláštnosti krajiny, známé jako Fulda Gap, mělo toto radiolokační stanoviště zvláštní strategický význam pro síly NATO. Vojenská zařízení byla roku 1978 předána Bundeswehru. Posledním pozůstatkem až do dneška zůstal radiolokátorový anténní kryt, který byl v roce 1994 zřízen Bundeswehrem.
Od konce studené války není vojenské využití hory již potřebné. V roce 1998 byl provoz radarové stanice a vojenské využití hory zastaveno.

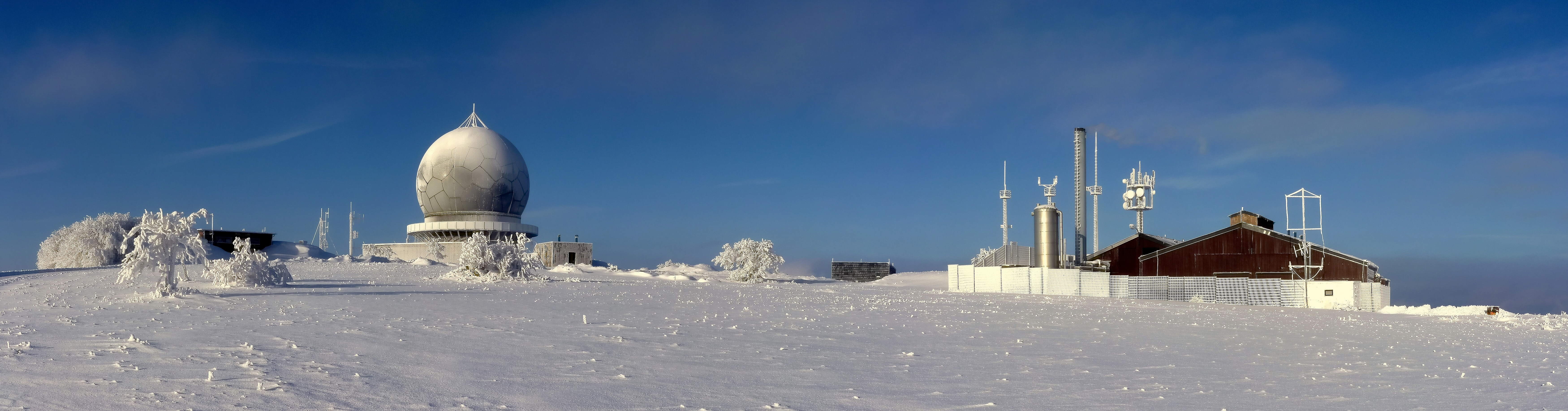
Radom a teplárna v zimě 2010

## Civilní využití dříve vojenských budov

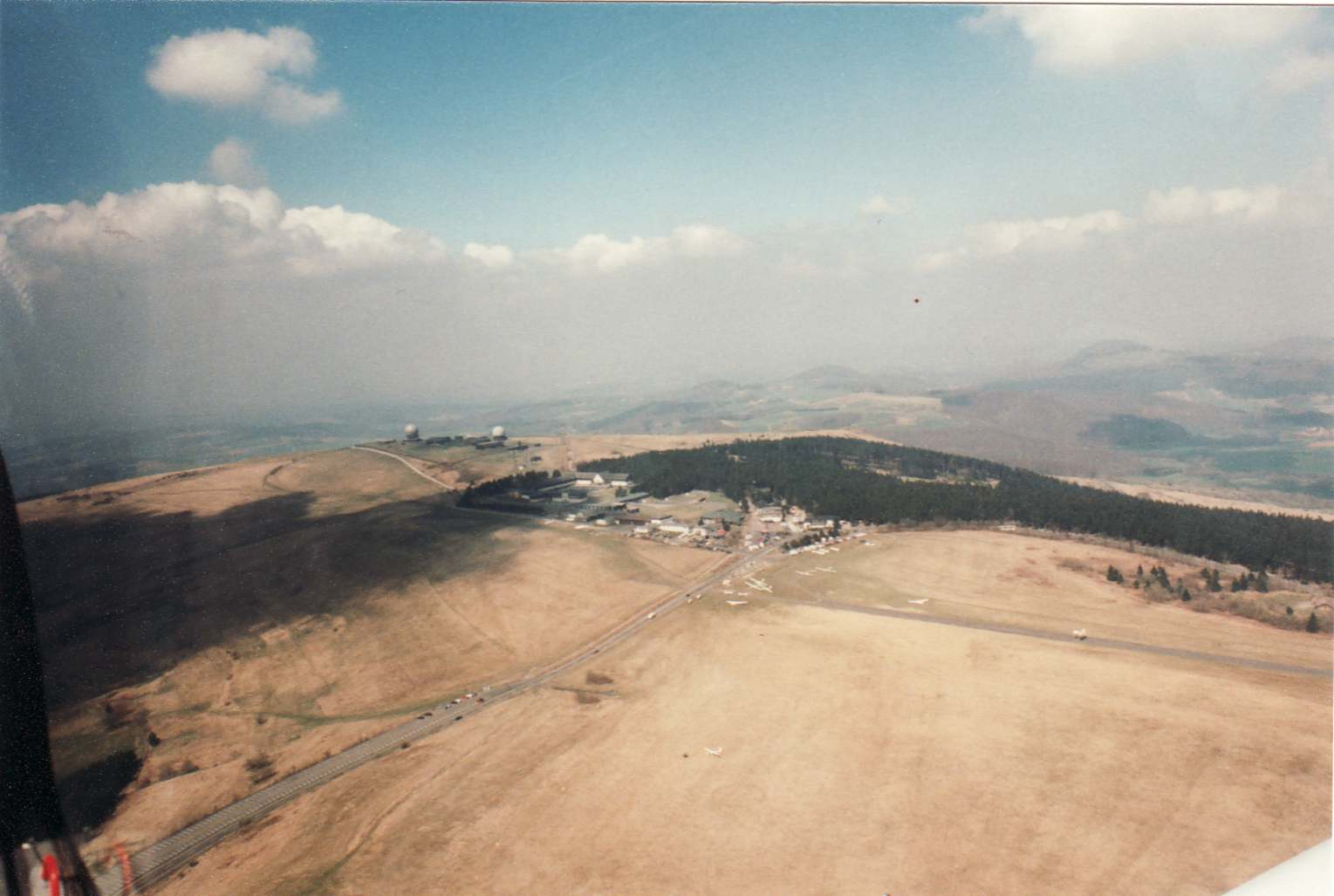
Let nad Wasserkuppe v roce 1996

Budovy Bundeswehru byly změněny na vzdělávací ústav pro mládež. V roce 2008 začaly demolice, demontáž a uvedení do původního stavu. Zachován měl být Radom, budova zabezpečení leteckého provozu jakož i blok teplárny k místnímu zásobování energií, neboť neškodí životnímu prostředí. Proti demolici Radomu byla jeho funkce jako očividného krajinného prvku a památníku studené války a rozdělení Německa. Radom oficiálně převzal na konci června 2009 od města Gersfeld provozovatel, všeobecně prospěšná společnost Radom Flug gGmbH (Radom Flug). Od té doby je tato nápadná stavba otevřena civilnímu obyvatelstvu. Obvodové prostory budou využity jako vyhlídková základna a vnitřní prostor kupole pro kulturní akce a výstavy. Funkčních prostor Radomu má být využito jako spolkového domu obou místních spolků - dračích padáků a rogalistů. Náklady na přestavbu činily asi 215 000 €, polovina byla financována z veřejných zdrojů, polovina od společnosti Radom Flug a sousedících obcí Poppenhausen, Gersfeld a Ehrenberg. Odhadované roční výdaje jsou asi 60 000 €. Pokud by musel být Radom přece jenom demolován, musela by se zaplatit společnosti Radom Flug kauce ve výši 120 000 euro.

## Teplárna na řepkový olej
Od roku 2003 je zde provozována teplárna spalující řepkový olej. Maximální výkon je 410 kW elektrické energie a 478 kW tepelné energie. Dálkové vytápění o délce trasy asi 960 metrů bude zásobovat teplem většinu nemovitostí na hoře. K zajištění dodávek tepla je do dálkového vytápění integrován buffer s objemem zásobníku 13 metrů3 a špičkově zařízená kotelna s maximálním výkonem 1050 kW.

## Zimní sport
Hora je centrem zimních sportů v oblasti pohoří Rhön. K dispozici je lyžařský vlek a lyžařské tratě. Náhorní plošina je využívána k snowkitingu. Na severním svahu je lyžařská a sáňkařská aréna.

## Amatérské vysílání
Od března roku 2006 je na nejvyšší hoře Hesenska amatérská vysílací stanice, sloužící k vysílání amatérské televize, s vysílací značkou DB0TAN na frekvenci 1280 MHz. V dubnu 2006 byl uveden do provozu 70 cm amatérský převáděč BD0WAS (438,950 MHz). Tento převáděč je propojený do rozhlasové sítě přes amatérský převáděč DB0WUR (Wurmberg, Harz), takže pomocí těchto převáděčů lze komunikovat s velkou částí Německa.
Mládežnický vzdělávací ústav poskytuje v dřívější radiokabině přístřeší klubové stanici Fuldaer Funkamateure (DARC e. V. – místní svaz Fulda). Stanice disponuje pro své amatérské vysílání krátkovlnnou stanicí jakož i UKW-vysílačkou, volací znak DF0FU.

## Naučná stezka
Na jihozápadním výběžku (Pferdskopf) je v provozu geologická naučná stezka.

## Dopravní spojení
Přes jihovýchodní svah vede část silnice B284, ze které lze severním směrem po silničce L3068, zvané Hochrhönring, dojet k letišti a dále do obce Abtsroda.